# Даріо Перейра
Даріо Перейра (ісп. Darío Pereyra, нар. 19 жовтня 1956, Монтевідео) — уругвайський футболіст, що грав на позиції захисника. По завершенні ігрової кар'єри — тренер.
Виступав, зокрема, за «Насьйональ» та «Сан-Паулу», а також національну збірну Уругваю, з якою був учасником чемпіонату світу та Кубка Америки.

## Клубна кар'єра
У дорослому футболі дебютував 1975 року виступами за команду «Насьйональ», в якій провів три сезони та в останньому з них виборов титул чемпіона Уругваю, хоча й покинув клуб ще до кінця року.
17 жовтня 1977 року він став гравцем бразильського «Сан-Паулу», який заплатив за його перехід 5 мільйонів крузейро, що на той момент було другим найдорожчим контрактом у бразильському футболі після Паліньї, який коштував сім мільйонів. У «Сан-Паулу» Перейра став виступати в захисті з іншим центральним захисником Оскаром, створивши одну з найкращих ліній оборони в історії клубу. Уругваєць відіграв за команду із Сан-Паулу одинадцять сезонів своєї ігрової кар'єри. За цей час додав до переліку своїх трофеїв титул чемпіона Бразилії (1977). Крім того, разом з командою він чотири рази вигравав чемпіонат штату Сан-Паулу (Ліга Пауліста) — у 1980, 1981, 1985 та 1987 роках. На індивідуальному рівні Даріо тричі вигравав Срібний м'яч (1981, 1983, 1986), стаючи найкращим гравцем Бразилії на своїй позиції. Всього за «Сан-Паулу» Перейра з 1977 по 1988 рік провів 451 матч і забив 38 голів.
Після завершення чемпіонату штату Сан-Паулу 1988 року уругваєць перейшов до бразильського «Фламенго», де зіграв всього 11 матчів. На початку 1989 року, у віці 32 років, він став футболістом бразильського «Палмейраса», де також провів один сезон.
Завершив ігрову кар'єру у японській команді «Мацусіта Електрик», за яку виступав протягом 1990—1992 років і у першому ж сезоні виграв Кубок Імператора.

## Виступи за збірну
У складі молодіжної збірної Уругваю Даріо Перейра став переможцем молодіжного чемпіонат Південної Америки 1975 року у Перу.
25 червня 1975 року дебютував в офіційних іграх у складі національної збірної Уругваю у гостьовому матчі з командою Чилі (3:1) в рамках Кубка Хуана Пінто Дюрана. Того ж року брав з командою участь у розіграші Кубка Америки 1975 року, на якому уругвайці посіли 4 місце.
Згодом у складі збірної був учасникомчемпіонату світу 1986 року у Мексиці, де він зіграв у двох матчах своєї команди на турнірі: групового етапу з Шотландією і 1/8 фіналу з Аргентиною.
Загалом протягом кар'єри у національній команді, яка тривала 12 років, провів у її формі 32 матчі, забивши 5 голів.

## Кар'єра тренера
По завершенні ігрової кар'єри Даріо Перейра був помічником головного тренера «Сан-Паулу», а в 1997 році був призначений на посаду головного тренера команди після звільнення Мурісі Рамальйо. Під керівництвом Перейри «Сан-Паулу» виправив погану турнірну ситуацію в чемпіонаті штату Сан-Паулу і в підсумку команда стала віце-чемпіоном штату, але в чемпіонаті Бразилії посіла лише 13-е місце. У 1998 році Перейру змінив Нелсіньйо Баптіста.
3 жовтня 1998 року Перейра став п'ятим за рік головним тренером «Корітіби». Під його керівництвом команда здобула шість перемог і п'ять разів зіграла внічию в 13 матчах. Наприкінці 1998 року він очолив «Атлетіко Мінейро», привівши його в 1999 році до перемоги в чемпіонаті штату Мінас-Жерайс та віце-чемпіонства Бразилії, але йому довелося подати у відставку у передостанньому турі, програвши 0:4 «Гуарані» (Кампінас).
Наступним його призначенням на посаді тренера був саме «Гуарані», який призначив його на чемпіонат Бразилії 2000 року, але до кінця турніру уругвайця замінив Карлос Алберто Сілва.
2001 року прийняв пропозицію попрацювати у клубі «Корінтіанс», де протримався лише шість ігор, здобувши одну перемогу, одну нічию та одну поразку в чемпіонаті Ріо-Сан-Паулу, а також одну нічию та дві поразки в Лізі Пауліста 2001 року, після чого клуб очолив Вандерлей Лушембурго.
На початку 2003 року Даріо Перейра став головним тренером «Пайсанду» (Белен). Команда на чолі з Перейрою виграла свою групу Кубка Лібертадорес без жодної поразки, а 24 квітня команда досягли історичної перемоги 1:0 над «Бока Хуніорс» на «Бомбонері». До цього моменту тільки «Сантос» в 1962 році і «Крузейро» в 1994 році вдалося домогтися того ж. Втім «Бока» зуміла пройти «Пайсанду», вигравши 4:2 у матчі-відповіді, а через місяць Перейра покинув клуб, програвши 25 травня вдома «Корітібі» з рахунком 1:3.
У червні 2003 року Даріо став головним тренером команди «Греміо» після відставки Тіте, але у восьми іграх йому вдалося здобути лише одну перемогу та дві нічиї, після чого уругвайця замінив Нестор Сіміонато після поразки від «Васко да Гами» 20 липня. Надалі Даріо тренував клуб «Португеза Деспортос», але теж без серйозних успіхів.
Того ж року його дружина померла і Перейра вирішив завершити тренерську кар'єру. Деякий час він був технічним директором клубу «Аваї». Потім він працював у фірмі спортивного маркетингу Traffic, де керував командою скаутських систем для «Палмейраса», який мав контракт з компанією.
У листопаді 2011 року він повернувся до тренерства і був представлений як головний тренер клубу «Арапонгас» на сезон 2012 року. В кінці 2012 року він перейшов до клубу «Віла-Нова» (Гоянія), де працював у наступному сезоні, а в 2014 році тренував клуб «Агія ді Мараба».

## Титули і досягнення

### Як гравця
- Чемпіон Південної Америки (U-20): 1975
- Чемпіон Уругваю (1):

«Насьйональ»: 1976
- Чемпіон Бразилії (2):

«Сан-Паулу»: 1977, 1986
- Переможець Ліги Пауліста (4):

«Сан-Паулу»: 1980, 1981, 1985, 1987
- Володар Кубка Імператора (1):

«Мацусіта Електрик»: 1990

### Як тренера
- Переможець Ліги Мінейро (1):

«Атлетіко Мінейро»: 1999